# 우치다 유키
우치다 유키(内田 有紀, 1975년 11월 16일 ~ )은 일본의 배우, 가수이다. 도쿄도에서 태어났으며 소속사는 버닝 프로덕션이다. 2002년 배우 요시오카 히데타카와 결혼해 같은해 11월부터 연예계 활동을 쉬었지만 2005년 12월 이혼 후 2006년부터 연예계에 복귀했다.

## 출연

### 드라마
- 얼음의 세계 (1999년)
- 천사가 사라진 거리 (2000년) - 타마키 역
- 누구보다도 엄마를 사랑해 (2006년) - 가몬 유키 역
- 마구로 (2007년)
- 밤비노 (2007년) - 시시도 미유키 역
- 의룡 2 (2007년) - 가타오카 가즈미 역
- 기묘한 이야기 08 가을 특별편 〈바디 렌탈〉 (2008년)
- 이노센트 러브 (2008년) - 도노 기요카 역
- 신의 물방울 (2009년) - 사이온지 마키 역
- 기네 (2009년)
- 소중한 것은 전부 네가 가르쳐 주었어 (2011년) - 미즈타니 아야 역
- 돈★키호테 (2011년) - 시바시마 아유미 역
- 끝에서 두 번째 사랑 (2012년) - 나가쿠라 마리코 역
- 닥터-X~외과의 다이몬 미치코~ (2012년) - 죠노우치 히로미 역
- 더블즈 두 명의 형사 - ダブルス～二人の刑事(2013년) - 쿠사카 료코 역
- 룤군 역 칸베에 (2014년, 대하드라마 NHK) - 오노 역
- Dr.린타로
- 위장 부부
- 칫솔/여자친구 (2016년 1월 5일 ~ 2월 23일, NHK) - 주연, 미와코의친구역
- 나오미와 카나코

### 영화
- 꽃보다 남자 (1995년) - 마키노 쓰쿠시 역
- 캐츠아이 (1997년)
- 비트 (1998년)
- 감독 만세 (2007년)
- 콰이어트룸에서 만나요 (2007년) - 사쿠라 아스카 역
- 젠 (2009년)
- 춤추는 대수사선 THE MOVIE 3 녀석들을 해방하라! (2010) 시노하라 나츠미 역
- 고독한 미식가 더 무비 (2025) 시호 역